# 德拉肯堡
德拉肯堡是德国下萨克森州的一个市镇。总面积11.72平方公里，总人口1719人，其中男性863人，女性856人（2011年12月31日），人口密度147人/平方公里。